# Zsófia spanyol királyné
Zsófia spanyol királyné, született Zsófia görög és dán királyi hercegnő (spanyolul Sofía de Grecia y Dinamarca; görög neve Βασίλισσα Σοφία της Ισπανίας [Vaszílisza Szofía tisz Iszpaníasz]; Athén, Görögország, 1938. november 2. –) I. János Károly spanyol király hitvese.

## Gyerekkora
Zsófia görög és dán királyi hercegnő 1938. november 2-án született a görögországi Pszichikóban, Athénban Pál görög király (1901–1964) és hitvese, Frederika görög királyné (1917–1981) legidősebb gyermekeként, és így a Schleswig–Holstein–Sonderburg–Glücksburg-ház tagja. Öccse, II. Konstantin, trónfosztott görög király és húga Elena hercegnő.
Zsófia hercegnő gyerekkora egy részét Egyiptomban és Dél-Afrikában töltötte, amíg családja száműzetésben volt a második világháború alatt. 1946-ban tértek vissza Görögországba. A dél-németországi elit Schloss Salem Iskolában végezte tanulmányait, majd gyermekgondozást, zenét és régészetet tanult Athénban.

## Házassága és családja

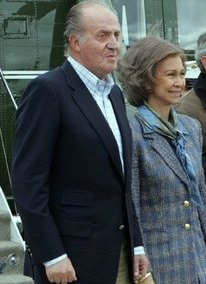
Hitvesével, I. János Károly spanyol királlyal 2004-ben

1962. május 14-én Athénban a Szent Dénes templomban hozzáment János Károly spanyol herceghez, a leendő királyhoz, akivel 1954-ben találkozott egy görög hajóút során. Lemondott a görög trón iránti igényéről és felvette a római katolikus hitet, hogy sokkal jobban beilleszkedjen a katolikus Spanyolország életébe. Görög nevét (Σοφία) spanyolos formában (Sofía) használta, annak ellenére, hogy a kiejtésükben semmi különbség nem volt. Reálisan állt hozzá a házassághoz, és férjét ki tudta vonni az apja hatása alól, és így egy reálisabb kapcsolatot tudtak kiépíteni Francóval.
1969-ben János Károly herceget, aki sosem viselte a trónörökösséghez tartozó Asztúria hercege címet, a spanyol állam Spanyolország hercegévé tette. I. János Károly néven 1975-ben foglalta el a spanyol trónt.
A királyi párnak három gyermeke van: Elena infánsnő, Lugó grófnője, 1963. december 20-án született; Cristina infánsnő, Palma de Mallorca grófnője 1965. június 13-án született és VI. Fülöp spanyol király 1968. január 30-án született. A királynak és a királynőnek nyolc unokája van, négy fiú és négy lány: Fülöp és Viktória, akik Elena gyermekei, Juan, Pablo, Miguel és Irene Cristina gyermekei, valamint Leonor és Sofia infánsnők, akik Fülöp herceg gyermekei.

## Rokonsága
Zsófia apai ágon is (ükunokája) és anyai ágon is rokona (szépunokája) Viktória brit királynőnek, és bár távolabbi fokon, de férje is harmadfokú unokatestvérének számít. Emiatt a családi háttér miatt Európa számos királyi családjával rokonságban áll. Hannoveri Ernő Ágost elsőfokú unokatestvére, dédapja I. György görög király volt, Károly walesi herceg a másod-unokatestvére. IX. Keresztély dán király és Viktória királynő révén is II. Erzsébet brit királynő rokonának számít, és II. Erzsébet férje, Fülöp edinburgh-i herceg is elsőfokú unokatestvére.

## Udvari teendői
Amellett, hogy férjét kíséri el spanyol és külföldi útjaira, a királynénak is megvan a maga napirendje. Ő a vezetője a Zsófia Királyné Alapítványnak, amelyik 1993-ban segélycsomagokat küldött Bosznia-Hercegovinába, és ő a tiszteletbeli elnöke a Drogfüggők Segélyalapítványának és a Fogyatékosok Oktatási és Gondozási Királyi Testületének.
Különös figyelemmel követi a drogfüggőség elleni programokat, spanyol és külföldi konferenciákra jár ezügyben. A Museo Nacional Centro de Arte Reina Sofía múzeumot róla nevezték el, akárcsak a Reina Sofía repülőteret Tenerifén.
Szorosan együttműködik Muhámmád Junusszal, a Grámin Bank Nobel-békedíjas vezetőjével, aki mikrohiteleket nyújt a világ szegényebb vidékein élőknek. Emiatt Zsófia királyné számos helyen járt már: Bangladesben, Chilében, Kolumbiában, El Salvadorban és Mexikóban.
Zsófia királyné a kambodzsai Somaly Mam erőfeszítéseinek támogatója is, akinek a szervezete a gyermekprostitúció és a rabszolgaság ellen küzd. 1998-ban Somaly Mam az Asztúria Hercege-díjat kapta meg.
A királynő tiszteletbeli tagja a San Fernando Királyi Művészeti Akadémiának és a Királyi Történeti Akadémiának. Több egyetem díszdoktora is, így a bogotai Rosario Egyetem, a Valladolid Egyetem, a Cambridge Egyetem, az Oxfordi Egyetem, a Georgetown Egyetem, az Evora Egyetem, a St. Mary Egyetem, a Texasi Egyetem és a New York Egyetem díszdoktora.

## Titulusai
Zsófia királyné címei a születésétől kezdve időrendi sorrendben:
- Ő királyi fensége Zsófia, görög és dán királyi hercegnő (1938–1962)
- Ő királyi fensége Zsófia, spanyol királyi hercegnő (1962–1969)
- Ő királyi fensége Zsófia, a spanyol trónörökösné (1969–1975)
- Őfelsége Zsófia, a spanyol királyné (1975–2014)
- Őfelsége Zsófia, spanyol királyné (2014– )

## Spanyol díjak
- III. Károly-szalagrend
- Mária Lujza királynő királyi rendjének 1193. tagja (1962. május 14.)

## Külföldi díjak
- Az Azték Sas Rendje

Zsófia királyné személyes címere

- A Csakkri Királyi Ház Rendje
- A Holland Oroszlán Rendje
- Az Elefánt Rendje
- Szent Olaf Rendje
- A Szeráf Rendje
- Lipót-Rend
- A Dél-Keresztje-Rend
- A Becsületlégió Rendje
- A Német Szövetségi Köztársaság Érdemrendje
- Szent Olga és Szent Zsófia Rendje
- A Sólyom Rendje

## Címere
A királyné személyes címere magába foglalja a spanyol királyi címert (férje pajzsáról véve), az apja, Pál király görög címerét (a bal oldalon).
A királyné címere nem képvisel hivatalos státuszt. Spanyolországban csak a király és az asztúriai herceg címere hivatalos.

## Külső hivatkozások
- A spanyol királyi család hivatalos honlapja
- A Zsófia Királyné Alapítvány (Fundación Reina Sofía) honlapja
- A spanyol királyi ház
- A görög királyi ház
- Zsófia királyné családfája

| Előző Battenbergi Viktória Eugénia (Ena) | Spanyolország királynéja 1975 – 2014 | Következő Leticia Ortiz |